# Вештачки дијамант
Вештачки дијамант (енгл. Rhinestone) је америчка музичка филмска комедија.
Покушавајући да раскине уговор са својим одвратним менаџером, Фредијем (Рон Либман), кантри певачица Џејк Фарис (Доли Партон) се клади да ће следећу особу коју види да претвори у певачицу у стилу Нешвила. Нажалост, следећа особа коју види је самоуверени таксист из Њујорка Ник (Силвестер Сталоне), који не уме да отпева ни једну ноту. Неустрашива, она доводи свог новог штићеника у свој мали родни град у Тенесију да га обучи у свим стварима у земљи, док њен бивши дечко (Тим Томерсон) покушава да је поново придобије.

## Радња
Џејк Фарис (Доли Партон), кантри певачица заглављена је у ноћном клубу Рајнстон (Вештачки дијамант) по дугорочном уговору. Он тврди да она може да направи од било ког чобека са улице кантри звезду. На крају се кладе да ако научи било кога да пева да ће поништити уговор, а ако не да мора продужити још 5 година. Он додаје на опкладу и да она мора да спава с њим ако не успе. Такође, проблем настаје јер само Фреди може изабрати човека. Он бира неподношљивог и непристојног таксисту Ника Мартинелија (Силвестер Сталоне). Поред ужасног понашања, Ник уопште не зна да пева и мрзи кантри музику. Схвативши то, она га води у свој дом у Тенесију да га научи понашању и певању. Међу њима долази до љубави. На крају Ник запева у клубу уз велико негодовање публике. Он се затим окреће ка бенду и каже:„Момци, хајде да покупимо ритам”. Он тада отпева више рок песму него кантри што публику одушеви. На крају Џејк се придружује Нику и заједно отпевају још једну песму. Своју љубав на крају потврђују пољупцем.

## Улоге
| Глумац            | Улога         |
| ----------------- | ------------- |
| Доли Партон       | Џејк Фарис    |
| Силвестер Сталоне | Ник Мартинели |
| Ричард Фарнсворт  | Ноах Фарис    |
| Рон Лајбман       | Фреди Уго     |
| Тим Томерсон      | Барнет Кал    |